# Nederländernas Grand Prix 2025
Nederländernas Grand Prix 2025, officiellt Formula 1 Heineken Dutch Grand Prix 2025, är ett Formel 1-lopp som kommer att köras den 31 augusti 2025 på Circuit Zandvoort i Zandvoort i Nederländerna. Loppet är det femtonde ingående i Formel 1-säsongen 2025 och kommer att köras över 72 varv.

## Ställning i mästerskapet före loppet
| Pos. | Förare          | Poäng |
| ---- | --------------- | ----- |
| 1 ▬  | Oscar Piastri   | 284   |
| 2 ▬  | Lando Norris    | 275   |
| 3 ▬  | Max Verstappen  | 187   |
| 4 ▬  | George Russell  | 172   |
| 5 ▬  | Charles Leclerc | 151   |

| Pos. | Konstruktör       | Poäng |
| ---- | ----------------- | ----- |
| 1 ▬  | McLaren-Mercedes  | 559   |
| 2 ▬  | Ferrari           | 260   |
| 3 ▬  | Mercedes          | 236   |
| 4 ▬  | Red Bull          | 194   |
| 5 ▬  | Williams-Mercedes | 70    |

- Notering: Endast de fem bästa placeringarna i vardera mästerskap finns med på listorna.